# John Badham
John Badham (* 25. August 1939 in Luton, Großbritannien) ist ein britischer Filmregisseur sowie Produzent.

## Leben
Badham ist der Sohn des US-amerikanischen Generals Henry Lee Badham Jr. (1892–1978) und dessen Frau, der englischen Schauspielerin Mary Iola Badham geb. Hewitt (1916–1971). Beide übersiedelten in die USA, als John zehn Jahre alt war. Er ist der ältere Bruder der bereits in den USA geborenen Schauspielerin Mary Badham (* 1952). 
Nach etlichen Arbeiten für das US-Fernsehen gelang Badham 1977 mit Saturday Night Fever sein erster Kino-Erfolg. Es folgten weitere recht erfolgreiche Streifen aus dem Action- und Abenteuer-Genre wie Das fliegende Auge, WarGames – Kriegsspiele, Die Nacht hat viele Augen, Gegen die Zeit, Ein Vogel auf dem Drahtseil, Ist das nicht mein Leben?, Drop Zone und Nummer 5 lebt!.
Seit Mitte der 1990er Jahre arbeitet er wieder fast ausschließlich für das Fernsehen. Er ist auch als Produzent tätig und fungierte u. a. für den Film Dragon – Die Bruce Lee Story als Ausführender Produzent.

## Werke
- John Badham, Craig Modderno: I’ll Be in My Trailer. The Creative Wars Between Directors and Actors. Michael Wiese Productions, 2006, ISBN 978-1-932907-14-8, S. 219 (englisch).
- John Badham: John Badham On Directing. Notes from the Set of Saturday Night Fever, WarGames, and More. Michael Wiese Productions, 2013, ISBN 978-1-61593-138-5, S. 240 (englisch).

## Filmografie (Auswahl)
- 1971: Das ungeduldige Herz (The Impatient Heart, Fernsehfilm)
- 1974: Anwalt gegen das Gericht (The Law, Fernsehfilm)
- 1974: Spuren im Sand (The Godchild, Fernsehfilm)
- 1976: Bingo Long (The Bingo Long Travelling All-stars and Motor Kings)
- 1977: Saturday Night Fever
- 1979: Dracula
- 1980: Ist das nicht mein Leben? (Whose Life Is It Anyway?)
- 1983: Das fliegende Auge (Blue Thunder)
- 1983: WarGames – Kriegsspiele (WarGames)
- 1985: Die Sieger – American Flyers (American Flyers)
- 1986: Nummer 5 lebt! (Short Circuit)
- 1987: Die Nacht hat viele Augen (Stakeout)
- 1990: Ein Vogel auf dem Drahtseil (Bird on a Wire)
- 1991: Auf die harte Tour (The Hard Way)
- 1993: Codename: Nina (Point of No Return)
- 1993: Die Abservierer (Another Stakeout)
- 1994: Drop Zone
- 1995: Gegen die Zeit (Nick of Time)
- 1997: Incognito
- 1998: Der lange Weg der Hoffnung (Floating Away, Fernsehfilm)
- 1999: The Jack Bull – Reiter auf verbrannter Erde (The Jack Bull, Fernsehfilm)
- 2000: Gnadenloses Duell (The Last Debate, Fernsehfilm)
- 2002: Besessen (Obsessed, Fernsehfilm)
- 2002: Spuren in den Tod (Brother’s Keeper, Fernsehfilm)
- 2004: Evel Knievel – Ein Leben am Limit (Evel Knievel, Fernsehfilm)
- 2007–2011: Psych (Fernsehserie, 6 Folgen)
- 2009: Criminal Minds (Fernsehserie, Episode 5x07)
- 2014–2017: Supernatural (Fernsehserie, 9 Folgen)

## Auszeichnungen (Auswahl)
Saturn Awards
- 1980 – Nominierung als Bester Regisseur für Dracula
- 1984 – Auszeichnung mit dem Saturn Award als Bester Regisseur für WarGames – Kriegsspiele
- 1987 – Nominierung als Bester Regisseur für Nummer 5 lebt!